# Andy Kulberg
Andy Kulberg (ur. jako Andrew M. Kulberg 30 kwietnia 1944 w Buffalo, zm. 28 stycznia 2002 w Fairfax) – amerykański muzyk i producent muzyczny, znany jako członek zespołów The Blues Project i Seatrain.
W 2007 roku został wprowadzony do Buffalo Music Hall of Fame.

## Życiorys i kariera muzyczna
Andy Kulberg urodził się 30 kwietnia 1944 roku w Buffalo. Uzyskał dyplom z muzyki na New York University. Grał w lokalnych zespołach w rodzinnym mieście. Został członkiem zespołu Danny’ego Kalba, The Danny Kalb Quartet, a potem, w 1965 roku, członkiem The Blues Project (razem z Kalbem, Alem Kooperem, Steve’em Katzem, Royem Blumenfeldem i Tommym Flandersem). Zespół prezentował eklektyczny repertuar, złożony z takich gatunków jak: blues, folk i rock and roll. Częścią brzmienia zespołu była gra Kulberga na basie. W 1966 roku Al Kooper napisał dla niego instrumentalny utwór „Flute Thing”, w którym Kulberg mógł zaprezentować swoje umiejętności gry na flecie. Utwór stał się główną atrakcją występów zespołu i zarazem jednym z najpopularniejszych utworów z albumu Projections. Późniejsze konflikty między Kalbem a Kooperem spowodowały, że ten ostatni opuścił zespół. Zmiany w składzie zespołu, jakie nastąpiły potem i zmiany wytwórni przyczyniły się do zakończenia jego działalności. Kulberg i Blumenfeld założyli następnie zespół Seatrain. Z zespołem tym Kulberg nagrał w latach 1969–1974 cztery albumy. Grał również z New Grass Revival oraz z Davidem Grismanem, Stephanem Grappellim i Kooperem. Pisał muzykę do programów telewizyjnych. Był producentem muzycznym, między innymi albumów Daniela Kobialki.
Jego ścieżka dźwiękowa do Dead End Kids One Act Theater zdobyła w 1983 roku nagrodę Bay Area Theater Critics Circle.
Zmarł na chłoniaka 28 stycznia 2002 roku. Pozostawił żonę Lorie oraz trzech synów: Zaka, Nika i Alexeia.
W 2007 roku został wprowadzony do Buffalo Music Hall of Fame.